# Driss Maazouzi
Driss Maazouzi (in arabo ادريس معزوزي‎?; Meknès, 15 ottobre 1969) è un ex mezzofondista marocchino naturalizzato francese.

## Palmarès
| Anno                            | Manifestazione          | Sede       | Evento       | Risultato | Prestazione | Note |
| ------------------------------- | ----------------------- | ---------- | ------------ | --------- | ----------- | ---- |
| In rappresentanza del Marocco   |                         |            |              |           |             |      |
| 1996                            | Giochi olimpici         | Atlanta    | 1500 m piani | 10º       | 3'39"65     |      |
| 1997                            | Giochi del Mediterraneo | Bari       | 1500 m piani | Oro       | 3'44"77     |      |
| In rappresentanza della Francia |                         |            |              |           |             |      |
| 1999                            | Mondiali                | Siviglia   | 1500 m piani | 8º        | 3'34"02     |      |
| 2000                            | Giochi olimpici         | Sydney     | 1500 m piani | 11º       | 3'45"46     |      |
| 2001                            | Mondiali                | Edmonton   | 1500 m piani | Bronzo    | 3'31"54     |      |
| 2003                            | Mondiali indoor         | Birmingham | 1500 m piani | Oro       | 3'42"59     |      |

## Altre competizioni internazionali
2006
- Coppa Europa di atletica leggera ( Malaga)